# 澳門旅遊大學東亞樓

東亞樓

東亞樓（英語：East Asia Hall）位於澳門氹仔徐日昇寅公馬路，是澳門旅遊大學氹仔校區學生宿舍，作為澳門大學舊校園的一部分以及是澳門大學時期最大的學生宿舍，於2005年10月初竣工，配合第四屆東亞運動會舉行用作運動員村；2005年11月，澳門大學獲政府轉交管理本大樓，並由同年12月起作為學生宿舍用途。2014年8月14日，隨著澳門大學正式遷往位於橫琴的新校區繼續辦學，原址交還澳門特別行政區政府管理並保留用作高等教育用途的未來發展。2014年8月18日，高等教育輔助辦公室表示，計劃將本大樓的原澳門大學學生宿舍分配予澳門理工學院、澳門旅遊學院以及澳門旅遊學院使用，其中澳門科技大學屬臨時性質作租用，為期1年。2014年11月15日，高等教育輔助辦公室經社會文化司同意及澳門行政長官審批下決定保留澳門大學舊校園作高等教育用途，而澳門旅遊學院當時僅獲分發本大樓。2015年8月起，本大樓由澳門旅遊學院全面接收，經過基本裝修和翻新工程後於同年年底起安排住宿學生入住。

## 沿革

### 澳門大學學生宿舍時期
2005年11月起，隨著第四屆東亞運動會結束，本大樓轉交澳門大學管理，由同年11月中旬起澳大安排553名居住在濠景花園、鴻安花園、鴻發花園以及澳大第1及第2座之宿生陸續遷入本大樓1至18層。而副樓部分當時正在修建中，當時預計要延至2006年2月底前全部落成啟用。另外由2006年新學年起特別預留400個宿位供本地生申請租住。

### 澳門大學東亞書院時期
2010年4月9日，時任澳門大學校長趙偉傳媒茶聚時表示正籌劃住宿式書院先行計劃，由新學年起將現有400名住宿生居住的本大樓舉行，試行期間將豐富校內活動、提供更多校內兼職且優先聘請、住宿費減免，並強調這非要強制學生留校，仍相當自由。校方已聘請專家作設計和諮詢，持續作定期評估，包括聽取校外反饋。
2010年9月10日，為迎接澳門大學新校區將設立住宿式書院制度，澳門大學於2010新學年推行住宿式書院試行計劃，其中於本樓的學生宿舍設立東亞書院，由於1998年至2008年曾任澳門大學校長的姚偉彬擔任首任東亞書院院長，並錄取137人於首學生計劃實施期間入住該書院。
2014年8月22日，澳門大學因應大學的發展需要，舊校園交回澳門特區政府管理。

### 三高校共用時期
2014年8月18日，在傳媒揭發政府秘密將本大樓用作澳科大宿舍，隨後政府最終承認將本大樓租給私立的澳門科技大學臨時用途作學生宿舍，為期一年。另外兩間高校包括澳門理工學院和澳門旅遊學院為無償租借。
2014年8月20日，澳科大學生事務處發出通知，獲政府批准租用本大樓供科大學生住宿，為期一個學年。住宿條件為2人1房，設有床和書桌，有空調冷氣；每2個房間共用衛浴設施，有熱水供應。每樓層提供洗衣機、飲水機等基本設備。租金為每人每月2,000港元。
2014年11月14日，澳門特別行政區政府高等教育輔助辦公室公佈“澳門大學舊址未來使用規劃”，其中澳門旅遊學院僅獲分配本大樓。同年11月25日，澳門旅遊學院院長黃竹君表示，獲分配後使教學空間得到較大突破，有利長遠發展。高教辦主任蘇朝暉補充，按統計數字，旅遊學院因得到東亞樓，未來平均每一名學生有超過21平方米的活動空間。
2015年2月27日，澳門旅遊學院院長黃竹君表示，本大樓裝修工程處於設計階段，其中一部分保留為學生宿舍，餘地方會用作優化校園空間及實習場地。而由於本大樓仍被澳門科技大學臨時使用，需待遷出後才能正式施工。
2015年5月中旬，澳門科技大學在建的新宿舍樓預計同年8月啟用，而本大樓將於同年9月或之前交還給澳門旅遊學院。

### 澳門旅遊大學（澳門旅遊學院）全面使用時期
2015年8月20日，澳門旅遊學院院長黃竹君表示已接收本大樓，先將部份樓層裝修做回宿舍，餘下則規劃作其他用途，爭取2016年完成。對於樓高21層的本大樓會對9樓和10樓維持作學生宿舍用途，進行基本裝修和翻新，爭取年內能完成並讓學生遷入，預計提供約400個宿位。而餘下樓層規劃作為課室、辦公室和學生活動空間等。
2016年7月1日，澳門旅遊學院位於氹仔創福豪庭內的舊氹仔校區停用，新氹仔校區正式於8月1日設立，而本大樓主要作為學生宿舍，住宿學生已於2015年年底陸續遷入。

## 設施
在澳門大學時期的東亞樓為一幢學生宿舍大樓，主樓樓高22層，設有1008宿位，並設有餐廳、便利店、洗衣服務中心，康樂室、電視室及學生溫習室等附屬設施。而位於地面層及8 樓平台的停車場，提供可停泊81輛電單車及15私家車之車位。位於9樓的連接平台為一半露天的廣場，除設有室外的級狀看台，並預設了供表演使用的電線網絡及基本設施，成為學生集會及活動場地。另通過該平台連接澳大校園內。
在澳門旅遊大學獲澳門特別行政區政府分配本大樓後，保留作學生宿舍用途，於2015年底起啟用，為非本地學生提供住宿，設有單人房和雙人房，其中雙人房設於本大樓的18至21樓。大樓內設有多功能室、溫習室、音樂室、康樂室、健身室和餐飲區等設施。2023年6月19日，於本大樓副樓增設“研究生天地”，為研究生提供優質學術環境，有助其研究和寫作論文。

## 相關活動

### 澳門大學東亞樓時期
在澳門大學仍在舊校園辦學的時期，曾舉辦環校跑比賽暨歡樂行。活動由本大樓地下開始，途經澳大多棟建築物及設施，最後返回東亞樓地下，全程約2500米。
2010年11月14日下午，時任中華人民共和國國務院總理溫家寶視察澳門期間參觀當時仍在舊校園辦學時期的澳門大學，在最後參觀行程中到過位於本大樓內的住宿式書院，探望澳門本地及中國大陸學士生，了解他們的住宿及學習環境。溫家寶到訪期間，四名東亞書院導師在與學生討論“道德的哲學”課題，其對討論的題目饒有興趣，便停下腳步加入同學的討論。溫總理說：“在我心目中，道德的最高標準是同情心，孟子說過‘無側隱之心，非人也’，見到別人有危難時，必須伸出援助之手。”其中來自工商管理學院的同學把握機會向總理問道：“道德和法律有什麼關係？“為人要明德、明道，才能明法。”溫家寶總理答道：“制定法律的人要有道德，執行法律的也要有道理，這樣社會才能有公平和正義。令這個社會穩定發展的，就要靠兩隻無形的手去調節，一隻手是市場機制，另一隻手是社會道德。”學生在聆聽總理的諄諄教誨後，均感終生受益。在離開本大樓及澳門大學之際，溫家寶發表講話寄語學生：“澳大是有前途的，澳門今後的發展，澳門的未來，寄托在你們身上。大學的靈魂不僅在於物質條件，而在於它的精神，這就是自強不息，艱苦奮鬥的精神，我相信澳大會越辦越好，會形成自己的傳統、風格和精神。自強不息，奮鬥不止的靈魂永在！”溫總理的講話獲得全場如雷掌聲。總理的殷殷寄望也轉化成為澳大人奮發的動力。
2013年4月24日晚上7時，因應四川省雅安市蘆山縣發生7級地震兼災情嚴重，澳門大學內地學生會和研究生會主辦「我在澳門大學，我為雅安祈福」默哀祈福活動，超過兩百名師生及職員參與。活動於本大樓9樓平台舉行，有部分參與者分享個人感受。

### 旅院東亞樓時期
2016年11月14日，時任社會文化司司長譚俊榮一行視察旅遊學院新氹仔校區，包括參觀本大樓內的學生宿舍。

## 爭議及事件

### 溫家寶訪澳參觀澳大之保安措施惹爭議
2010年11月14日，時任中華人民共和國國務院總理溫家寶於2010年視察澳門期間曾到訪澳門大學，期間在學生宿舍 (東亞樓) 平台說：「澳門大學是有前途的」。但有入住本大樓學生反應，指溫總理視察期間將大樓樓梯鎖上、電梯被封，是一個大型監獄，超級擾民。 

### 科大秘密租用東亞樓宿舍
2014年8月17日，本地紙媒《論盡媒體》獨家報道指接到讀者報料，指本大樓將作為澳門科技大學宿舍。根據科大發放的訊息 (見圖)，雙人冷氣房，每人月租港幣2千，每名學生一年住宿費至少進賬2萬。同年8月下旬交吉，9月7日起可正式入住。而作為“私立”高等院校的澳門科技大學自2013年初因學士課程學費加價引起爭議，期間更表示澳門基金會已承諾支助本地生學生，該言論更引起社會嘩然。而先前澳科大獲特區政府厚待，多次獲過億元包括興建校舍、球場、體育館、圖書館、醫院等，興建工程花費之費用全部由公帑埋單。
2014年8月18日，時任高等教育輔助辦公室主任蘇朝暉表示，澳門大學舊校園三幢宿舍會分給三間高等院校使用，其中公立性質的理工和旅遊學院是無償借用；而私立科技大學以月租94.9萬，獲得900多個宿位的使用權。
2014年8月19日，時任高等教育輔助辦公室主任蘇朝暉到澳門電台出席時事節目後再度解畫，指相關月租並非該高教辦決定，是其他部門參考政府一般租值計算。對於外界質疑「不牟利」的科大扣除租金後無本生利，每月淨賺近百萬，他相信科大只會用在教育用途，不會要求科大將盈餘歸還政府。他又強調，科大「肯定係」非牟利機構，否則不可能獲得政府臨時借用地方。他又解釋，非牟利教育機構的意思是機構是收取一定費用的，但是，其盈餘應用於教育，例如：科技大學在東亞樓得到的盈餘應放在教育用途上。

### 澳大舊址分配安排惹爭議
2014年11月，高等教育輔助辦公室公布「澳門大學舊址未來使用規劃」後引起多名時任立法會議員或社會人士批評，其中民主派議員區錦新指澳門旅遊學院只獲分配本大樓被指對其發展幫助不大和不當，要藉原澳大舊校園騰空佔比份促進擴展。有澳門旅遊學院學生表示學院只分配到本大樓，雖然不清楚教學區是否足夠，但仍希望能獲派更多教學用地。

### 火警事件
2017年5月21日近午夜時分，有保安員發現本大樓C座地下層天井內有物件起火，保安員報警並自行撲滅火警。消防調查後，發現天井有包著瓷磚的紙皮燒毀，現場有多個點燃過的煙頭，初步懷疑是有人拋下煙頭引起火警。事故中無人受傷，沒有造成財物損失。
2017年5月22日，澳門司警拘捕一名19歲在澳就讀旅院的中國大陸學生，涉嫌在本大樓掉煙蒂引致火警。案發在21日午夜有大樓保安發現煙霧警報器響起，地下天井位置的瓷磚包裝紙盒起火。司警到場勘查後確認起火地點是密封區域，起火位置無電源，同時發現有多個煙蒂，懷疑有人從樓上將未熄滅的煙蒂抛到起火位置，經翻查錄影後鎖定留宿在本大樓C座的嫌疑人，他承認在案發前曾將未熄滅之煙蒂掉到起火位置。

## 外部連結
- 澳門旅遊學院官方網站 （页面存档备份，存于）
- IFTM Hostel Website 澳門旅遊學院宿舍網站 （页面存档备份，存于）